# San Antonio Spurs 2011-2012
La stagione 2011-12 dei San Antonio Spurs fu la 36ª nella NBA per la franchigia.
I San Antonio Spurs vinsero la Southwest Division della Western Conference con un record di 50-16. Nei play-off vinsero il primo turno con gli Utah Jazz (4-0), la semifinale di conference con i Los Angeles Clippers (4-0), perdendo poi la finale di conference con gli Oklahoma City Thunder (4-2).

## Classifica
Southwest Division
|    | Classifica         | V  | P  | %    | GB |
| -- | ------------------ | -- | -- | ---- | -- |
| 1. | San Antonio Spurs1 | 50 | 16 | 75,8 | -  |
| 2. | Memphis Grizzlies4 | 41 | 25 | 62,1 | 9  |
| 3. | Dallas Mavericks7  | 36 | 30 | 54,5 | 14 |
| 4. | Houston Rockets    | 34 | 32 | 51,5 | 16 |
| 5. | N.O. Hornets       | 21 | 45 | 31,8 | 29 |

## Roster
| N° | Naz.                   | Ruolo | Sportivo          | Anno | Alt. | Peso |
| -- | ---------------------- | ----- | ----------------- | ---- | ---- | ---- |
| 1  | Stati Uniti (bandiera) | G     | Justin Dentmon    | 1985 | 180  | 84   |
| 1  | Stati Uniti (bandiera) | A     | Ike Diogu         | 1983 | 203  | 113  |
| 2  | Stati Uniti (bandiera) | A     | Kawhi Leonard     | 1991 | 201  | 102  |
| 3  | Stati Uniti (bandiera) | A     | Stephen Jackson   | 1978 | 203  | 99   |
| 4  | Stati Uniti (bandiera) | GA    | Danny Green       | 1987 | 198  | 95   |
| 5  | Stati Uniti (bandiera) | G     | Cory Joseph       | 1991 | 191  | 84   |
| 8  | Australia (bandiera)   | G     | Patty Mills       | 1988 | 183  | 84   |
| 9  | Francia (bandiera)     | G     | Tony Parker       | 1982 | 188  | 82   |
| 11 | Stati Uniti (bandiera) | G     | T.J. Ford         | 1983 | 183  | 75   |
| 14 | Stati Uniti (bandiera) | G     | Gary Neal         | 1984 | 193  | 89   |
| 15 | Stati Uniti (bandiera) | A     | Matt Bonner       | 1980 | 208  | 109  |
| 20 | Argentina (bandiera)   | G     | Emanuel Ginóbili  | 1977 | 198  | 95   |
| 21 | Stati Uniti (bandiera) | AC    | Tim Duncan        | 1976 | 211  | 112  |
| 22 | Brasile (bandiera)     | AC    | Tiago Splitter    | 1985 | 211  | 111  |
| 23 | Stati Uniti (bandiera) | A     | Eric Dawson       | 1984 | 206  | 113  |
| 23 | Stati Uniti (bandiera) | A     | Malcolm Thomas    | 1988 | 206  | 102  |
| 24 | Stati Uniti (bandiera) | A     | Richard Jefferson | 1980 | 201  | 101  |
| 25 | Stati Uniti (bandiera) | G     | James Anderson    | 1989 | 198  | 95   |
| 33 | Francia (bandiera)     | A     | Boris Diaw        | 1982 | 206  | 113  |
| 34 | Stati Uniti (bandiera) | AC    | Derrick Byars     | 1984 | 201  | 100  |
| 45 | Stati Uniti (bandiera) | A     | DeJuan Blair      | 1989 | 201  | 120  |

## Staff tecnico
- Allenatore: Gregg Popovich
- Vice-allenatori: Mike Budenholzer, Don Newman, Brett Brown, Chip Engelland, Chad Forcier, Jacque Vaughn
- Preparatore atletico: Will Sevening
- Preparatore fisico: Matt Herring